# Чимбулак (Алакольский район)
Чимбулак (каз. Шымбұлақ, до 199? г. — Голубев Запор) — село в Алакольском районе Жетысуской области Казахстана. Входит в состав Лепсинского сельского округа. Код КАТО — 193467400.

## Население
В 1999 году население села составляло 123 человека (63 мужчины и 60 женщин). По данным переписи 2009 года, в селе проживало 106 человек (56 мужчин и 50 женщин).

## История
Переселенческое село Авровское основано в 1911 г. в урочище Бельбулак. Входило в состав Константиновской волости Лепсинского участка. В 1913 г. состояло из 44 дворов.